# Hillary Wilson
Hillary Wilson (Pretoria, 3 aprile 1945) è un'ex nuotatrice rhodesiana.
Specializzata nello stile libero, ha partecipato ai Giochi di Roma 1960, gareggiando nei 100m sl, nei 400m sl e nella Staffetta 4x100m sl.